# Isca natural

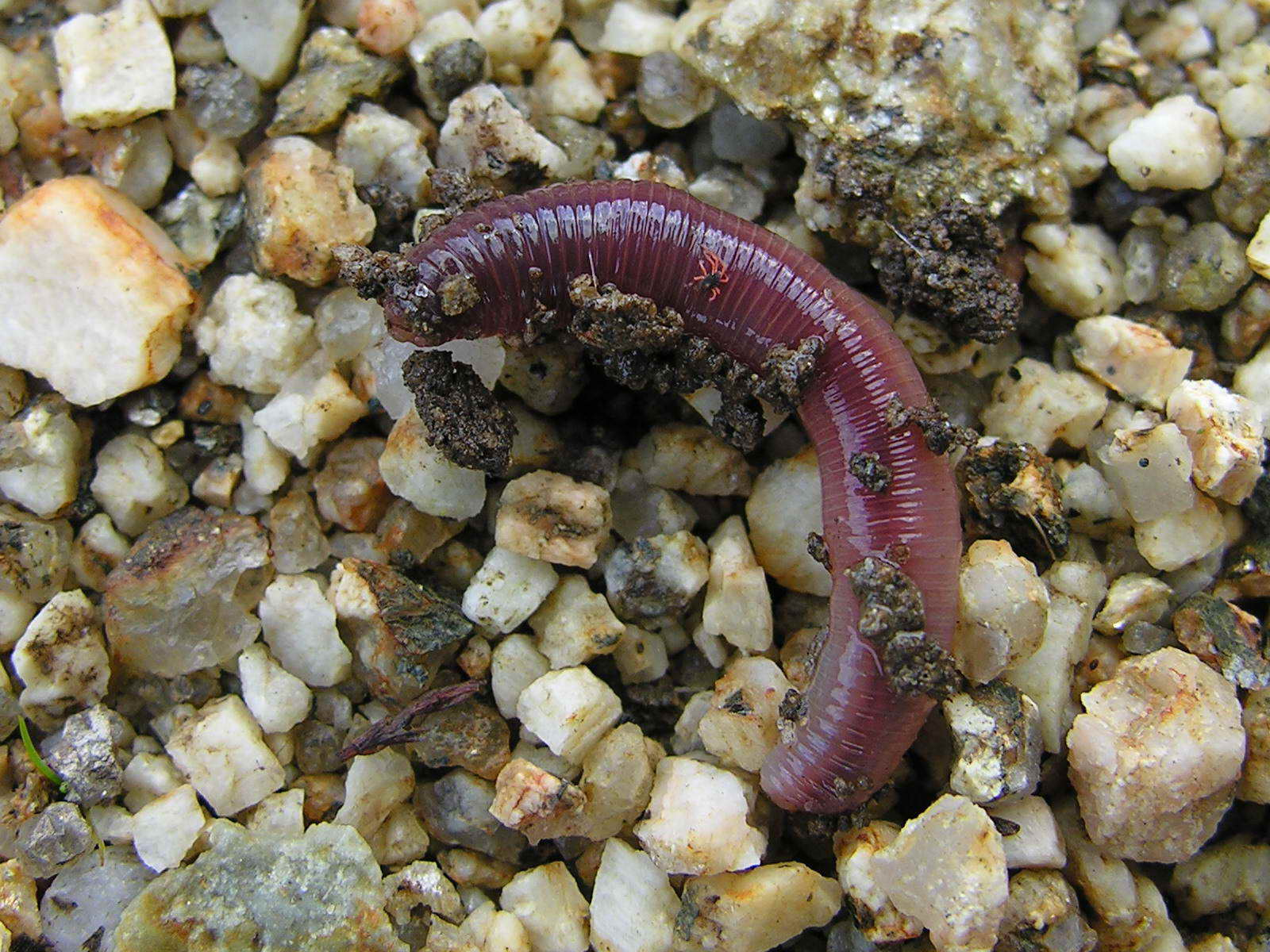
A mais popular das iscas naturais.

Isca natural ou simplesmente isca, é qualquer substância usada para atrair e pegar peixes, por ex. na ponta de um anzol ou dentro de uma armadilha para peixes. Tradicionalmente, são usados: minhocas, insetos e peixes menores são usados para esse fim. Estudos mostram que as iscas naturais são mais atrativas para os peixes.